# Anolis sabanus
Anolis sabanus är en ödleart som beskrevs av  Garman 1887. Anolis sabanus ingår i släktet anolisar, och familjen Polychrotidae. Inga underarter finns listade i Catalogue of Life.

## Bildgalleri

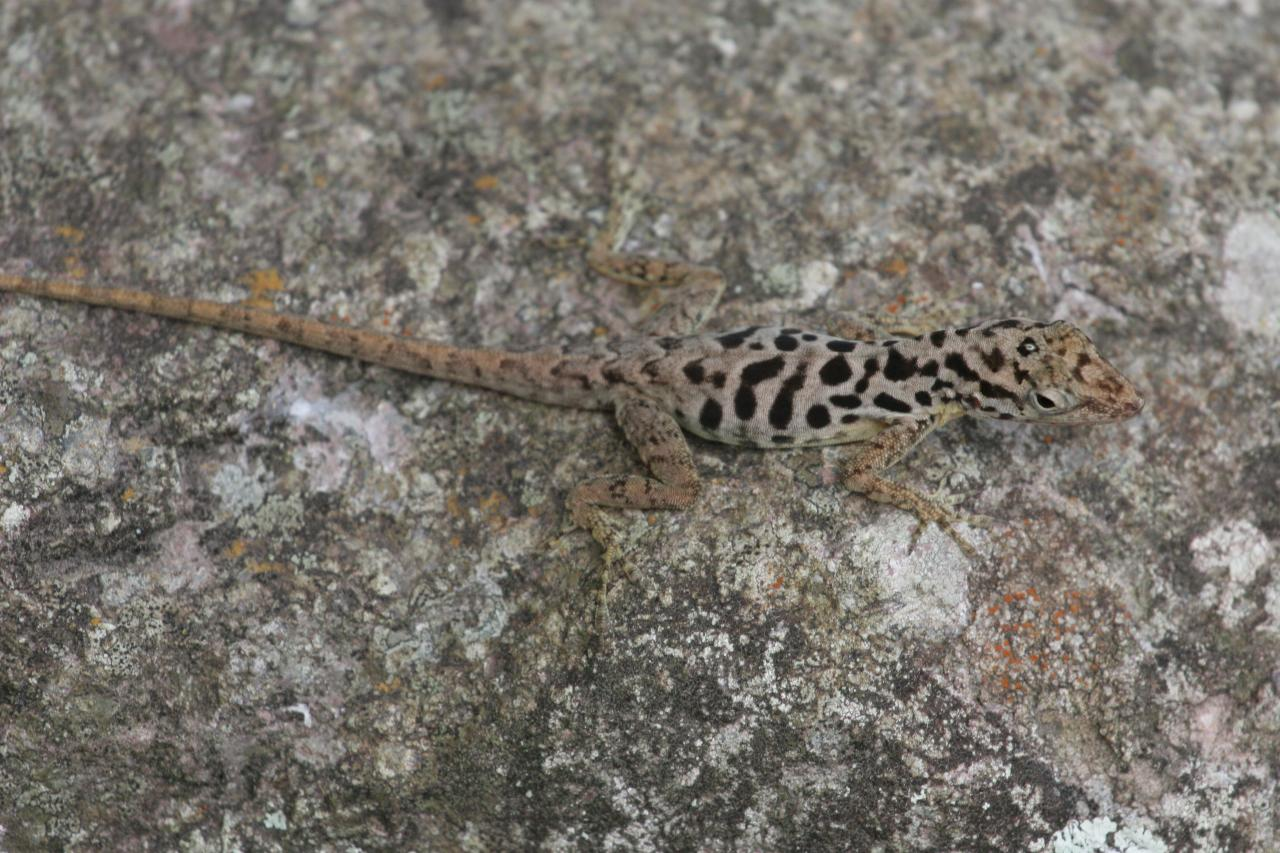